# Gadjouway
Gadjouway (ou Gandjouwai, Ganzouwai) est une localité du Cameroun située dans l'arrondissement de Meri, le département du Diamaré et la région de l’Extrême-Nord.  Elle fait partie du canton de Ouazzang.

## Population
En 1974 la localité comptait 418 habitants, des Mofu.
Lors du dernier recensement de 2005 on y a dénombré 847 habitants, soit 385 hommes (45,45%) pour 462 femmes (54,55 %). Cette population représente 0,97 % de la population de la commune de Méri estimée à 86 834 habitants.